# Station Drengfurth
Station Drengfurth was een station van het smalspoorwegnet van de Rastenburger Kleinbahnen in de Poolse plaats Srokowo. Voor 1945 heette deze plaats Drengfurth en lag het in het voormalige Oost-Pruisen. De eind negentiende eeuw aangelegde lijn van de Rastenburger Kleinbahnen van Rastenburg (na 1945: Kętrzyn) naar Drengfurth is na de Tweede Wereldoorlog afgebroken. 

## Bron
- (de) artikel over de Rastenburger Kleinbahnen op de Duitstalige Wikipedia